# بهشية مجعدة
البَهْشِيِّة المجعدة (باللاتينية: Ilex sulcata) نوع نباتي يتبع جنس البهشية من الفصيلة البهشية.
موطنها فنزويلا.